# Charianthus
Charianthus es un género con 13 especies de plantas fanerógamas pertenecientes a la familia Melastomataceae. Es originario de Sudamérica.

## Taxonomía
El género fue descrito por David Don y publicado en Memoirs of the Wernerian Natural History Society 4: 327-328, en el año 1823.

## Especies
- Charianthus alpinus	(Sw.) R.A.Howard	J. Arnold Arbor. 53: 401	1972
- Charianthus ciliatus DC.	Prodr. 3: 197	1828
- Charianthus coccineus	(Rich.) D.Don	Mem. Wern. Nat. Hist. Soc. 4: 328	1823
- Charianthus coriaceus	DC. ex Duss	Fl. Phan. Antill. Franç. 285	1897
- Charianthus corymbosus	(Rich.) Cogn.	Monogr. Phan. 7: 714	1891
- Charianthus crinitus Naudin	Ann. Sci. Nat., Bot., sér. 3. 18(2): 112-113	1852
- Charianthus fadyenii	(Hook.) Griseb.	Fl. Brit. W. I. 264	1860
- Charianthus grenadensis Penneys & Judd	Brittonia 56(2): 153-156, f. 1	2004
- Charianthus longifolius	Cogn.	Monogr. Phan. 7: 715	1891
- Charianthus nodosus	(Desr.) Triana	Trans. Linn. Soc. London 28(1): 99	1871 [1872]
- Charianthus obliquus	Griseb.	Pl. Wright. 1: 186	1860
- Charianthus ornata	(Desr.) Baill.	Trans. Linn. Soc. London 28: 99	1871
- Charianthus purpureus	D. Don	Mem. Wern. Nat. Hist. Soc. 4: 329	1823